# 13 часов в Исламабаде
«13 часов в Исламабаде» (англ. «13 Hours in Islamabad») — десятый эпизод четвёртого сезона американского драматического телесериала «Родина», и 46-й во всём сериале. Премьера состоялась на канале Showtime 7 декабря 2014 года.

## Сюжет
Кэрри (Клэр Дэйнс) и Сола (Мэнди Патинкин) вытаскивают из повреждённого вагона морпехи, но Джон Редмонд (Майкл О'Киф) не выжил. Куинн (Руперт Френд) использует радио, чтобы попросить морпехов вернуться, но солдаты-талибы стреляют из близлежащих зданий, не давая им прохода. Марта (Лайла Робинс), Деннис (Марк Мозес) и Локхарт (Трейси Леттс) прячутся в убежище, защитном карцере, со списком имён всех информаторов ЦРУ в Пакистане. Хаккани (Нуман Аджар) и его вооружённые талибы прибывают. Они пристреливают многих сотрудников посольства и держат выживших в качестве заложников.
Когда морпехов пристреливают вокруг Кэрри, она звонит полковнику Аасару Хану (Раза Джаффри), прося его прислать пакистанских военных. Однако, Тасним (Нимрат Каур) раскрывает, что ISI помогает талибам, к неодобрению Хана. Тасним просит Хана задержать солдат на 10 минут.
Куинну и морпеху удаётся убить несколько талибов. Хаккани идёт к убежищу и казнит несколько сотрудников посольства. Он требует список информаторов. Против воли Марты, Локхарт сдаётся и открывает убежище. Список передан. Однако, Хаккани казнит Фару Шерази (Назанин Бониади) независимо от этого. Прежде чем он сможет казнить остальных, Куинн и морпех открывают огонь по группе; Хаккани ранен, но сбегает. Кэрри, Сола и тела морпехов возвращают обратно в посольство пакистанские военные.
Белый Дом разрывает отношения с Пакистаном и готовится к эвакуации выживших сотрудников посольства. Деннис просит у Марты ремень, чтобы совершить самоубийство, чтобы снизить влияние на карьеру Марты, но он передумывает. Макс (Мори Стерлинг) скорбит о смерти Фары. Куинн решает взять дело в свои руки. Он похищает Фархада Гази, агента ISI, который похитил Сола, и готовится пытать его на складе. Кэрри получает разрешение остаться ещё на пять дней, чтобы найти Куинна и вернуть его домой.

## Производство
Режиссёром эпизода стал Дэн Аттиас, а сценаристами стали создатели сериала Алекс Ганса и Говард Гордон.

## Реакция

### Рейтинги
Во время оригинального показа, эпизод посмотрели 1.95 миллионов зрителей, что стало ростом на 200 000 зрителей по сравнению с предыдущим эпизодом.

### Реакция критиков
«13 часов в Исламабаде» получил признание критиков. Сайт Rotten Tomatoes сообщил, что у эпизода рейтинг 100% от критиков, на основе 13 отзывов. Консенсус сайта гласит: «„Родина“ продолжает удивлять в этом сезоне, в то время как „13 часов в Исламабаде“ — это напряжённый, насыщенный действием взнос в сериал, который включает выдающиеся выступления и некоторые шокирующие сюжетные повороты».
Джошуа Олстон из The A.V. Club поставил эпизоду оценку «A-», заявив, что «„13 часов в Исламабаде“ — самый прекрасный, самый поразительный и эмоционально ранящий эпизод в пост-Броудиевской фазе шоу». Писатель Скотт Коллура из IGN дал эпизоду высокую оценку 9 из 10 (что означает «удивительный») и написал: «„Родина“ продолжает будоражить этот сезон с очередным напряжённым эпизодом, который убил парочку полюбившихся второстепенных персонажей, а также отводя других в отрадно новые места».

### Награды
За этот эпизод, Дэн Аттиас был номинирован на премию Гильдии режиссёров США за лучшую режиссуру драматического сериала.